# Cymatodera undulata
Cymatodera undulata är en skalbaggsart som först beskrevs av Thomas Say.  Cymatodera undulata ingår i släktet Cymatodera och familjen brokbaggar. Inga underarter finns listade i Catalogue of Life.